# Antoine-Athanase Royer-Collard
Pour les articles homonymes, voir Royer et Collard.
Antoine-Athanase Royer-Collard, né le 7 février 1768 à Sompuis et mort à Paris le 27 novembre 1825, est un médecin aliéniste français, professeur de médecine légale, membre de l’Académie royale de médecine, et médecin chef de l'asile de Charenton.

## Biographie
Il est le fils d'Antoine Royer et d'Angélique-Perpétue Collard, un couple de laboureurs médiocrement aisés. Il est élevé dans un milieu janséniste. Frère du philosophe Pierre-Paul Royer-Collard et père d'Hippolyte Royer-Collard, il commence par professer les humanités dans la Congrégation libre de l’Oratoire à Lyon avant d’y fonder, à l’époque de la Révolution, un journal politique intitulé le Surveillant. Il s’y élève avec force contre les démagogues. Durant la Terreur, il occupe un modique emploi dans l’administration des vivres à l’armée des Alpes. En 1795, il vient suivre à Paris des cours de médecine alors qu’il est déjà père de famille. Reçu docteur en 1802, il fonde, l’année suivante le périodique Bibliothèque médicale, qui au jugement de F.-G. Boisseau, a été le meilleur des « journaux de médecine aussi longtemps qu’il l’a enrichi de ses articles. »
Nommé successivement médecin en chef de la maison d’aliénés de Charenton en 1806, professeur de médecine légale à la Faculté de Paris en 1816, il est quelque temps chargé avec succès d’un cours de médecine mentale. En 1809, il devient inspecteur général des écoles de Médecine, et en 1816 professeur de médecine légale à la Faculté de médecine de Paris. En 1823, la  dissolution de la Faculté de médecine de Paris par Louis XVIII, le prive de sa place d’inspecteur général des écoles de médecine.
Il a compté, entre autres patients, Eugène Hugo, frère du poète. Il est enterré au cimetière du Père-Lachaise (9e division),.

## Œuvres et publications
Outre sa thèse inaugurale, imprimée sous le titre d’Essai sur l’Aménorrhée en 1802, la création de deux feuilles périodiques, divers articles dans le Bulletin de l’Athénée de médecine de Paris, dans le grand Dictionnaire des sciences médicales, et dans le Journal des débats, on a de lui un Rapport au ministre de l’Intérieur sur les ouvrages envoyés au concours sur le croup, Paris, 1812, in-quarto réimprimé dans le Précis analytique du croup, par le docteur Bricheteau, Paris, Béchet jeune 1825, et traduit en allemand par le docteur Albert de Brème, l’un des auteurs qui partagèrent le prix de 12 000 francs à ce concours, ouvert par ordre du gouvernement impérial à l’occasion de la mort du fils de Louis Bonaparte, que Napoléon avait désigné pour son successeur, et qui fut enlevé par le croup en 1807.
Il est le directeur du Recueil de médecine vétérinaire de 1824 à 1825.
- Essai sur l'aménorrhée, ou suppression du flux menstruel, [Thèse de Médecine, Paris, 1801-1802], Chez Gabon et Compagnie, libraires, place de l'Ecole de médecine (Paris), An X, 1801-1802, 149 p. ; in-8.
- Rapport adressé à S. E. le ministre de l'Intérieur sur les ouvrages envoyés au concours sur le croup , par la commission chargée de l'examen et du jugement de ces ouvrages [par A.-A. Royer-Collard], Impr. impériale (Paris), 1812, 183 p. ; in-8, lire en ligne sur Gallica.
- Observations sur un écrit ayant pour titre : "Mémoire pour Mme de Chambon, appelante du jugement qui nomme M. Fréteau administrateur provisoire de la personne de d'Arbonville, contre M. Dupaty et M. et Mme de La Chataigneraye, intimés", impr. de Vinçard (Paris), 1806, in-8° , 32 p., lire en ligne sur Gallica.

### Iconographie
- David d'Angers (1788-1856), Antoine Royer-Collard, médaillon en bronze, Châtenay-Malabry, Maison de Chateaubriand.